# Кутыска
Кутыска (укр. Кутиска) — село в Лановецкой городской общине Кременецкого района Тернопольской области Украины.
До 2020 года входило в Лановецкий район.
Код КОАТУУ — 6123885003. Население по переписи 2001 года составляло 179 человек.

## Географическое положение
Село Кутыска находится на одном из истоков реки Бугловка,
ниже по течению на расстоянии в 1 км расположено село Буглов.

## История
- 1583 год — дата основания.

## Достопримечательности
- Могила советского воина, погибшего при освобождении села.